# Cultura Las Vegas
La cultura Las Vegas fue la primera cultura arqueológica conocida que se asentó en los actuales territorios de Ecuador. Se desarrolló entre el holoceno y pleistoceno tardío,  en la costa, entre 10.000 a. C. y 4.600 a. C. Existen al menos 31 asentamientos de esta cultura en la península de Santa Elena (provincia de Santa Elena).
El pueblo de Las Vegas se dedicó a la caza, recolección y a la pesca, y además desarrolló técnicas primitivas de agricultura, domesticando hace más de 11 mil años plantas, como Cucurbita ecuadorensis, Calathea allouia y Lagenaria siceraria. Aparentemente utilizaron huesos y espátulas con el fin de producir redes y textiles junto a varias herramientas y envases hechos de conchas. Adicionalmente, se especula que usaron madera, corteza de árbol, bambú, y caña como herramientas de su agricultura. La cultura Las Vegas representa una adaptación pre-cerámica temprana, previa a la Cultura Valdivia, y ofrece observar un antecedente cultural del Período Formativo en el sureste ecuatoriano.

## Asentamientos
La cultura de Las Vegas existió en la costa de Ecuador a lo largo de la península de Santa Elena desde aproximadamente el 8000 a. C. hasta el 4600 a. Es uno de los primeros asentamientos encontrados en Ecuador y se destaca por su papel en la domesticación de calabazas silvestres y maíz. También alberga uno de los sitios de entierro más grandes de América del Sur, donde se encontraron restos de al menos 192 individuos. La península de Santa Elena es la extensión más septentrional del desierto costero que se extiende unos 3.000 kilómetros (1.900 millas) a lo largo de la costa del Pacífico de América del Sur. La ciudad de Santa Elena recibe alrededor de 250 milímetros (9,8 pulgadas) de precipitación anualmente, casi la totalidad de enero a marzo. Bajo la influencia de las frías aguas de la Corriente de Humboldt, las temperaturas son suaves, con un promedio de 23 °C (73 °F) con solo unos pocos grados de variación estacional. La vegetación natural cerca de la costa es xérica con cactus y otras plantas del desierto. Tierra adentro, las precipitaciones generalmente aumentan y la vegetación se vuelve más variada y exuberante, cambiando de desierto a bosque estacionalmente seco.
Hace diez mil años, el nivel del mar en la península de Santa Elena era 30 metros (98 pies) más bajo que en la actualidad. Por lo tanto, los asentamientos conocidos del período de Las Vegas estaban más tierra adentro de lo que están ahora y algunos asentamientos antiguos pueden haber sido cubiertos por el aumento del nivel del mar. El clima seco y la vegetación xérica parecen haber persistido a lo largo del período de 10.000 años. El nivel del mar comenzó a subir hace unos 7000 años, reduciendo el área de tierra en la que se encontraba el asentamiento. Toda la vida en el área habría estado sujeta a cambios en el nivel del mar y cambios tectónicos durante varios miles de años. Un entorno cambiante afectó los patrones de subsistencia de la gente de Las Vegas, como lo demuestra un cambio en la dieta entre los períodos temprano y tardío de Las Vegas. Los restos de fauna sugieren un ambiente seco y boscoso que no recibió suficiente lluvia durante todo el año para convertirse en un bosque de humedales. Los restos vegetales sustentan este entorno; Se encontraron abundantes restos de pastos y arbustos indicativos de un clima más seco. La estación mayormente seca que duró la mayor parte del año es típica de las regiones donde se cultiva bien el maíz. Un aumento en el nivel del mar junto con una estación seca anual podría haber motivado a la gente de Las Vegas a perseguir la domesticación de plantas y la recolección de recursos marinos para la alimentación.
Se han identificado treinta y dos sitios de Las Vegas en la península de Santa Elena, dispersos en un área de unos 25 kilómetros (16 millas) de este a oeste y 12 kilómetros (7,5 millas) de norte a sur, la mayoría a lo largo del Río Grande y sus afluentes, incluidos el río Las Vegas. Es probable que aún queden por descubrir otros sitios similares de habitación humana cerca y a lo largo de varios cientos de millas de la costa ecuatoriana. Antes del aumento del nivel del mar, las costas albergaban pantanos de manglares. Las almejas de manglar eran una parte notable de la dieta de Las Vegas. Con el aumento del nivel del mar, los manglares parecen haber desaparecido. Después de aproximadamente 6000 a. C., las almejas de manglar se reducen de los ensamblajes de Las Vegas. 

## Historia

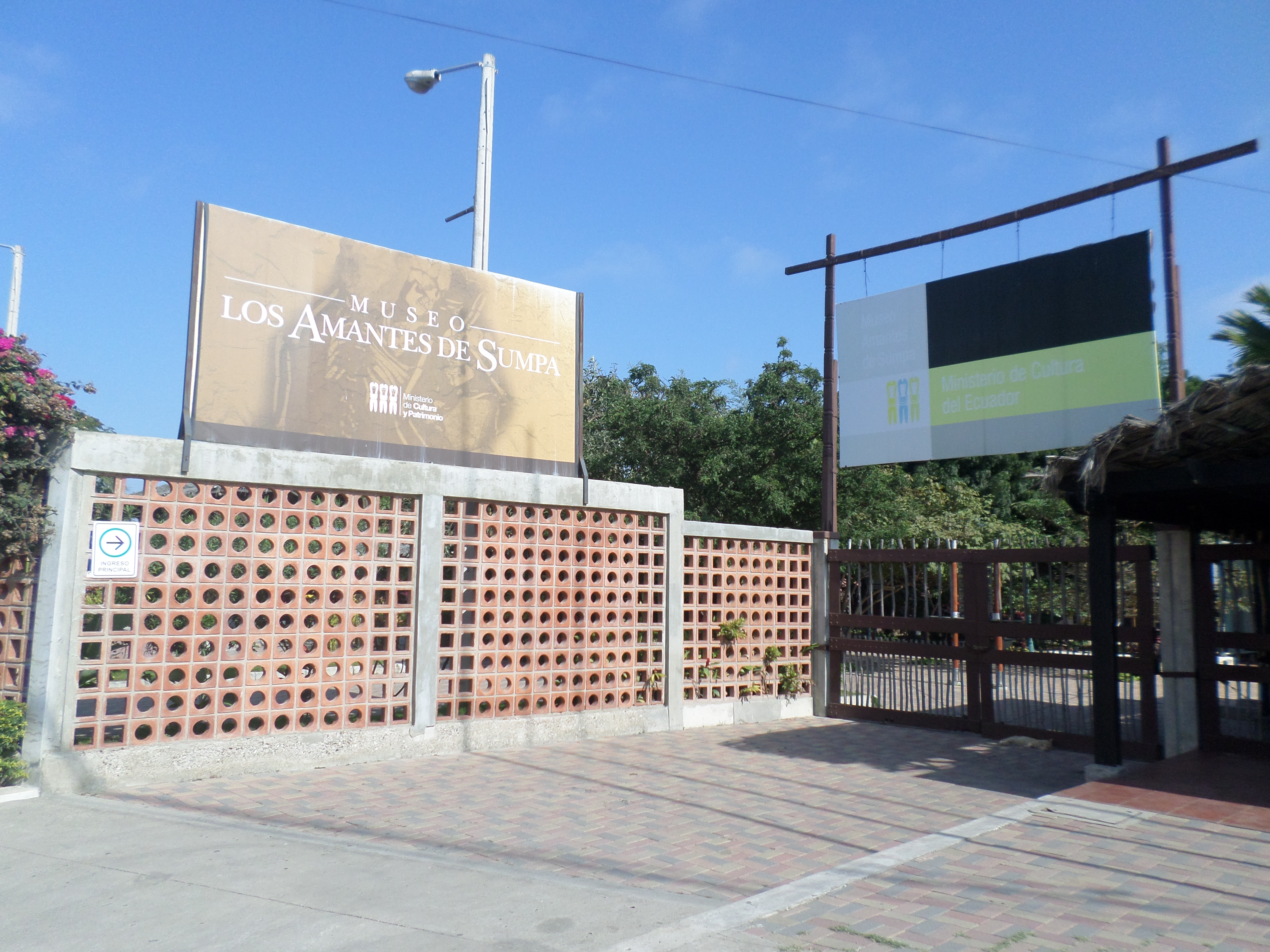
Museo de los Amantes de Sumpa

La evidencia de una presencia humana en la península de Santa Elena se ha fechado por radiocarbono en el 8800 a. C., pero con el inicio del período de Las Vegas alrededor del 8000 a. C., la evidencia se vuelve mucho más extensa. Los arqueólogos han dividido la cultura de Las Vegas en dos períodos: Las Vegas temprana desde el 8000 hasta el 6000 a. C. y Las Vegas tardía desde el 6000 hasta el 5600 a. La línea divisoria entre los dos períodos es una laguna en el registro arqueológico en un sitio representativo. La cultura de Las Vegas era precerámica, lo que significa que la gente no utilizaba la cerámica. Los sitios descubiertos por los arqueólogos sugieren que originalmente se establecieron en colinas bajas y en áreas donde la vida marina y los recursos terrestres eran igualmente accesibles. Los restos de fauna muestran que aproximadamente la mitad de la proteína animal consumida procedía de fuentes terrestres y la otra mitad de fuentes marinas. Los restos humanos encontrados en estos sitios también parecen indicar que los habitantes de la Península de Santa Elena estaban sanos y libres de anemia. 
Durante Las Vegas en su etapa temprana, la "unidad básica de producción, distribución y consumo social era la familia pequeña, relativamente autosuficiente, organizada de manera flexible para llevar a cabo una amplia variedad de tareas de subsistencia utilizando unas pocas herramientas e instalaciones generalizadas". Las casas eran pequeñas y parece que las unidades familiares se mudaron de un sitio a otro para aprovechar las fuentes de alimentos estacionales. Las casas eran muy pequeñas y endebles. la gente reunidaalimentos silvestres y cazados y pescados en la variedad de hábitats de la región: el desierto, el bosque tropical seco y la costa del Pacífico. Venado, zorro, conejo, pequeños roedores, comadreja, oso hormiguero, ardilla, pecarí, zarigüeya, rana, boa constrictor, serpiente añil, loro y lagarto fueron explotados como alimento. También se recolectaron en pequeñas cantidades especies intermareales y cangrejos. Los veganos de Las Vegas eran cazadores de amplio espectro y podían cazar estas muchas especies diferentes y no depender de ninguna fuente de alimento.
Durante el período tardío, el nivel del mar subió, acercando los recursos marinos a los sitios establecidos. Al mismo tiempo, la caza mayor se volvió menos abundante o simplemente fue menos cazada por los veganos de Las Vegas. Esta pérdida de la caza mayor puede haber motivado a la gente de Las Vegas a volverse más sedentaria para recolectar recursos más predecibles. Este estilo de vida sedentario podría haber sido un factor importante en el comienzo del cultivo de plantas. Un estilo de vida más sedentario también ayudaría a fomentar comunidades más fuertes. Las personas que vivían en el área probablemente habrían necesitado depender más unas de otras para reunir suficientes recursos para sobrevivir. La falta de caza mayor significaba que se necesitaba más tiempo para cazar y recolectar, así como para cuidar los cultivos.
Posteriormente, Las Vegas siguió dependiendo de la caza y la recolección, pero con una mayor dependencia de los pescados y mariscos del océano.  La recolección de especies de peces en alta mar sugiere que la gente de Las Vegas posterior pudo haber tenido botes. Hicieron una variedad de herramientas con puntas de piedra y hueso y se ha descubierto una espátula que puede haber sido utilizada para hacer redes o textiles. Utilizaron conchas, madera, bambú, juncos y cortezas para fabricar herramientas y recipientes. Las costumbres funerarias sufrieron un cambio importante en Las Vegas posterior. Los entierros se llevaron a cabo solo en los dos sitios principales (Sitio 80 y 66/67) de la cultura y los restos de las personas que murieron en otros lugares se transportaron a esos sitios para enterrarlos o volver a enterrarlos. Las costumbres funerarias sugieren que los dos sitios principales se habían convertido en campamentos base y centros ceremoniales. Otros sitios pueden haber estado ocupados solo por temporadas, ya que las familias y las bandas se trasladaban de un lugar a otro para cazar, pescar o recolectar plantas silvestres para alimentarse. Una comunidad más cercana podría explicar los entierros encontrados en el sitio 80. A medida que las personas desarrollaron vínculos más fuertes, las prácticas y creencias podrían haber desarrollado e influenciado los rituales. Hay poca evidencia de qué tipo de rituales se practicaban, pero sabemos que los entierros en esta área fueron intencionales y ocurrieron con frecuencia. La mayoría de los entierros muestran evidencia de primeros y segundos entierros. En el entierro inicial, se colocó un cadáver en una fosa en posición flexionada. Posteriormente, los huesos de estos entierros fueron desenterrados y colocados en otro entierro. 
Los arqueólogos no han encontrado evidencia de la presencia de humanos en la península de Santa Elena durante mil años después del 4600 a. Alrededor del 3800 a. C., la cultura Valdivia aparece en la misma área donde vivía la gente de Las Vegas.

## Agricultura
Dadas las condiciones desérticas, la península de Santa Elena no parece un área prometedora para la agricultura prehistórica, pero la gente de Las Vegas estuvo entre los primeros en América del Sur en practicar la agricultura. La agricultura no reemplazó a la pesca, la caza y la recolección de alimentos, sino que complementó estos medios tradicionales de subsistencia. Los primeros cultivos domesticados pueden haber sido calabaza o calabaza y leren (Calathea allouia, un cultivo de raíz tropical que probablemente no sea nativo del área de Santa Elena). La evidencia de su cultivo y domesticación data del 7000 a. Incluso antes se podría haber cultivado un tipo de calabaza semidomesticada. fitolitosde calabaza se remontan al 8000 a. Sorprendentemente para los arqueólogos, el cultivo de maíz se practicaba en el área de Las Vegas alrededor del 4600 a. El maíz se originó en México y su cultivo se extendió por otros lugares.Incluso fechas anteriores fueron obtenidas por Zarrillo et al. en 2008. Según sus datos, la agricultura temprana comenzó en el área c. 11.000 AP (9.000 a. C.), y el maíz ya estaba presente en 7.500 AP (5.500 a. C.).
"El maíz se introdujo en las poblaciones costeras ecuatorianas que ya estaban familiarizadas con el cultivo de plantas. En el sitio precerámico Vegas (OGSE-80), conjuntos de fitolitos, que incluían calabaza de botella (Lagenaria spp.), el cultivo de raíz llerén (Calathea spp.), y domesticado Los fitolitos de calabaza de tamaño pequeño, fueron fechados directamente entre 11,210 y 9,900 cal BP, con maíz presente en conjuntos de fitolitos fechados directamente en ≈7500 cal BP" 
Además, según Piperno, las fechas recientes para el uso del maíz por parte de la cultura de Las Vegas están en c. 8053-7818 cal. BP.

### Otros maíces tempranos de la zona
Los académicos han estado debatiendo si la siembra temprana de maíz se realizó en las tierras bajas, en las elevaciones medias o quizás incluso en las tierras altas de las Américas. Además, queda abierta la pregunta de si el primer maíz en América del Sur se introdujo en las tierras bajas o en las elevaciones más altas. Datos recientes han sugerido que los humanos dispersaron maíz en las tierras bajas superiores del noroeste de Colombia en algún momento dentro de un rango de fechas de 8997-8277 cal. BP.  Más tarde, grupos humanos dispersaron el maíz en los bosques de altura media de los Andes colombianos entre 8000 y 7600 cal. BP. En el siglo XXI, los arqueólogos investigaron el área de Cubilan, en el Cantón Oña (Ecuador). Estudios microbotánicos recientes de Cubilan recuperaron almidones de maíz de herramientas líticas de molienda y desguace asociadas con contextos que datan de 8078-7959 cal. AP (alrededor del 6000 a. C.). Esta es la evidencia más antigua de maíz en las tierras altas de América del Sur.